# Mandalay Pictures
Mandalay Pictures (позже Mandalay Independent Pictures а также Mandalay Vision) — американская киностудия, а также филиал Mandalay Entertainment Group. Основана 27 мая 1995 году Питером Грубером как независимая студия, базируется в округе Лос-Анджелес в Калифорнии. Талисман студии — тигр.
Первоначально у Mandalay было соглашение с Sony Pictures Entertainment о производстве фильмов через производственно-сбытовые компании Columbia и TriStar.
В 1997 году она была приобретена медиа-компания Lionsgate, которая владела студией до 2002 года, год спустя Mandalay снова стала независимым предприятием, а из 2008 года принадлежит медиа-развлекательной компании Mandalay Entertainment.
В 2007 году студия открыла собственное производственное подразделение Mandalay Independent Pictures, которое специализируется в первую очередь на производстве и финансировании независимых фильмов. В 2010 году филиал был переименован на Mandalay Vision.

## История
Киностудия была образована одновременно с материнской компанией Mandalay Entertainment в 1995 году Питером Губером, ранее возглавлявшим Sony Pictures Entertainment и The Guber-Peters Company. Сначала он заключил эксклюзивный контракт с Sony Pictures Entertainment, которая выпускала свои фильмы через дистрибьюторские лейблы Columbia и TriStar.
В 1998 году он был передан от Sony к Paramount Pictures. В то же время он заключил партнерство с Lionsgate Entertainment для приобретения активов компании. В сделку не входило телевизионное подразделение, которое осталось у Sony Pictures Entertainment.
В 2002 году сделка была передана от Paramount Pictures компании Universal Pictures, и было запущено подразделение международных продаж. В ноябре того же года она отделилась от Lionsgate Entertainment.
В 2004 году Ори Мармур покинул Mandalay Pictures и решил присоединиться к Original Film. По иронии судьбы компания Original Film спродюсирвала фильмы «Я знаю, что вы сделали прошлым летом» для Mandalay Pictures.
В 2007 году было запущено подразделение Mandalay Independent Pictures, которое должно было сосредоточиться на создании независимых картин. В 2010 году она стала называться Mandalay Vision.

## Фильмы
Список фильмов, в создании которых участвовала студия:
1990-е годы:
| Дата релиза      | Название                                     | Комментарий | Бюджет  | Сборы (мировые) |
| ---------------- | -------------------------------------------- | --- | ------- | --------------- |
| Август 16, 1996  | Фанат                                        | совместное производство со Scott Free Productions и TriStar Pictures                                                                                           | $55 млн | $18.6 млн       |
| Февраль 28, 1997 | Донни Браско                                 | совместное производство с Baltimore Pictures и Mark Johnson Productions; распространяемый Sony Pictures Releasing под лейблом TriStar Pictures                 | $35 млн | $124.9 млн      |
| Апрель 4, 1997   | Колония                                      | cсовместное производство с Cine Story Pictures; распространяемый Sony Pictures Releasing под лейблом Columbia Pictures                                         | $30 млн | $11.5 млн       |
| Октябрь 10, 1997 | Семь лет в Тибете                            | совместное производство с Reperage Productions, Vanguard Films и Applecross Productions; распространяемый Sony Pictures Releasing под лейблом TriStar Pictures | $70 млн | $131.5 млн      |
| Октябрь 17, 1997 | Я знаю, что вы сделали прошлым летом         | совместное производство с Original Film; распространяемый Sony Pictures Releasing под лейблом Columbia Pictures                                                | $17 млн | $125.2 млн      |
| Январь 30, 1998  | Отчаянные меры                               | совместное производство с Eaglepoint Productions; распространяемый Sony Pictures Releasing под лейблом TriStar Pictures                                        | $50 млн | $13.8 млн       |
| Март 20, 1998    | Дикость                                      | распространяемый Sony Pictures Releasing под лейблом Columbia Pictures                                                                                         | $20 млн | $56 млн         |
| Май 1, 1998      | Отверженные                                  | совместное производство с Sarah Radclyffe Productions and James Gorman Productions; распространяемый Sony Pictures Releasing под лейблом Columbia Pictures     | N/A     | $14.1 млн       |
| Август 21, 1998  | Танцуй со мной                               | совместное производство с Weissman/Egawa Productions; распространяемый Sony Pictures Releasing под лейблом Columbia Pictures                                   | N/A     | $15.9 млн       |
| Ноябрь 13, 1998  | Я всё ещё знаю, что вы сделали прошлым летом | совместное производство с Original Film; распространяемый Sony Pictures Releasing под лейблом Columbia Pictures                                                | $24 млн | $84 млн         |
| Январь 22, 1999  | Глория                                       | совместное производство с Eagle Point Productions; распространяемый Sony Pictures Releasing под лейблом Columbia Pictures                                      | $30 млн | $4.2 млн        |
| Март 12, 1999    | На самом дне океана                          | совместное производство с Via Rosa Productions; распространяемый Sony Pictures Releasing под лейблом Columbia Pictures                                         | $38 млн | $28.1 млн       |
| Ноябрь 19, 1999  | Сонная лощина                                | совместное производство с Scott Rudin Productions, American Zoetrope и Tim Burton Productions; распространяемый Paramount Pictures                             | $70 млн | $207 млн        |